# VV Cephei
VV Cephei é um sistema estelar binário localizado na constelação de Cefeu, a 3.300 anos-luz da Terra.
O sistema é composto pelas estrelas VV Cephei A (uma supergigante vermelha) e uma companheira de cor azul denominada VV Cephei B. Pode ser visto ao olho nu, com um brilho aparente que varia das magnitudes 4,88 a 5,4.

## VV Cephei A
VV Cephei A, é a estrela principal do sistema. Se classifica como uma supergigante vermelha de luminosidade intermediária, possuindo um tipo espectral M2Iab. É considerada uma das maiores estrelas conhecidas, apesar de que seu tamanho ainda é incerto. Uma estimativa de 2021, baseada no diâmetro angular e distância da Terra impõe um raio de aproximadamente 780 raios solares. Isso é consideravelmente menor que estimativas mais antigas, como 1.050 R☉, que também se baseia em uma medição de seu diâmetro angular e distância. Estimativas ainda mais antigas dão raios entre 1.200 a 1.600 R☉, com um limite superior de 1.900 R☉.
Essa estrela é cerca de 116.000 vezes mais luminosa que o Sol. Sua temperatura de superfície é de 3.826 Kelvin, significativamente mais fria que a do Sol (5.778 Kelvin), e lhe dá uma cor avermelhada típica de supergigantes vermelhas. Sua massa ainda é incerta, mas é geralmente estimada em dezenas de vezes a do Sol.

## VV Cephei B
VV Cephei B, a estrela azul restante, é separada de sua companheira pela distância de 25 UA em média, com uma distância variável entre 17 e 34 UA. Seu espectro luminoso esta classificado como do tipo B0, e possui cerca de 10 vezes o diâmetro do Sol, sendo também cerca de 100 mil vezes mais luminosa.[carece de fontes?]. O período orbital do sistema é de 7 430 dias (aproximadamente 20 anos).